# Elezioni presidenziali in Argentina del 1963
Le elezioni presidenziali in Argentina del 1963 si tennero il 7 luglio.

## Risultati
| Candidati presidente e vicepresidente                                     | Liste                                | Voti      | %     | Elettori |
| ------------------------------------------------------------------------- | ------------------------------------ | --------- | ----- | -------- |
| Arturo Umberto Illia Carlos Humberto Perette                              | Unione Civica Radicale del Popolo    | 2.441.064 | 31,90 | 270      |
| Oscar Alende Celestino Gelsi                                              | Unione Civica Radicale Intransigente | 1.593.002 | 20,82 | 86       |
| Pedro Eugenio Aramburu Arturo J. Etchevehere (UDELPA) Horacio Thedy (PDP) | UDELPA-PDP                           | 1.362.596 | 17,80 | 74       |
| Pedro Eugenio Aramburu Arturo J. Etchevehere (UDELPA) Horacio Thedy (PDP) | • Unione del Popolo Argentino        | 728.662   | 9,52  | 41       |
| Pedro Eugenio Aramburu Arturo J. Etchevehere (UDELPA) Horacio Thedy (PDP) | • Partito Democratico Progressista   | 633.934   | 8,28  | 33       |
| Emilio Olmos Emilio Jofré                                                 | Federazione dei Partiti di Centro    | 499.822   | 6,53  | 11       |
| Horacio Sueldo Francisco Eduardo Cerro                                    | Partito Democratico Cristiano        | 434.823   | 5,68  | -        |
| Alfredo Palacios Ramón I. Soria                                           | Partito Socialista Argentino         | 278.856   | 3,51  | 12       |
| Arturo Orgaz Rodolfo Fitte                                                | Partito Socialista Democratico       | 258.787   | 3,38  | -        |
| Altri                                                                     | -                                    | 774.252   | 10,12 | 53       |
| Totale                                                                    | Totale                               | 7.651.985 |       | 476      |